# 외드 (베르망두아)
외드 드 베르망두아(Eudes de Vermandois, 910년/915년 ~ 946년 6월 19일) 또는 오도 드 베르망두아-벡상(Odo de Vermandois-Vexin)는 서프랑크 왕국의 귀족, 장군으로 카롤링거 왕조의 분가인 헤르베르투스 왕조 출신이었다. 비엔나 자작(926 - 931), 아미앵 백작(941 - 944)이었다. 943년 2월 6일부터는 햄의 영주(seigneur de Ham)였다. 베르망두아 백작이자 페로네, 상리스, 생 캉탱의 백작이자 트루아의 백작 헤르베르트 2세와 서프랑크의 왕 로베르 1세의 딸 아델라의 아들이었다.
서프랑크의 왕 루이 4세에게 저항하던 아버지 헤르베르투스 2세에 협력하지 않았으나, 아버지 헤르베느투스가 처형된후 실각당했다.

## 생애
베르망두아 백작 헤르베르트 2세와, 서프랑크의 왕이자 로베르티언 가문 출신인 로베르 1세의 딸 아델라 드 네우스트리아 사이에서 태어났다. 출생년도는 910년설과 915년년설이 있다. 헤르베르트 2세의 누이 베아트릭스는 네우스트리아 후작이던 로베르 1세와 결혼했고, 아델라는 헤르베르트에게 외조카딸이 된다. 부계로 외드는 이탈리아 롬바르디아 분국의 왕 베른하르트 1세의 후손이 되는데, 베른하르트 1세는 샤를마뉴 대제의 차남 피피노 카를로만의 아들이었다.
로베르 1세와 샤를 3세 사이에서 서프랑크의 왕위를 놓고 내전이 벌어지자 아버지 헤르베르트 2세는 자신의 장인이자 매부인 로베르 1세를 지지했다. 헤르베르트는 샤를 3세를 체포하는데 성공했고, 샤를 3세를 인질로 하여 라울 왕에게 이런저런 이권을 요구하였다. 한편 927년까지 라울 왕과 귀족들의 관계는 원만하지 못했다. 샤를 3세를 체포하는 과정에서 아버지 헤르베르트 2세는 노르망디 공작 롤로의 도움을 받았고, 롤로는 헤르베르트를 지원하는 대신 그 아들 외드를 인질로 요구하였다. 헤르베르트 2세는 라울과 원만하지 못했고, 노르망디 공 롤로의 도움을 얻고자, 그가 노르망디공 롤로에게 인질로 보내졌을 것이라는 설도 있다. 샤를 3세가 최종 투옥된 뒤에 다시 집으로 돌아왔다.
그의 아버지 헤르베르트 2세는 그가 부르고뉴에서 작은 직책을 얻도록 노력했고, 926년 또는 928년 9월 프로방스와 하부르군트의 왕 또는 이탈리아의 왕 위그 드 아를(Hugues d' Arles)은 그를 비엔나 자작으로 임명했다. 플로도하르트에 의하면 931년 황제 맹인왕 루트비히의 아들 샤를-콘스탄틴(Charles-Constantien)이 비엔나 백작으로 부임할 때까지 그가 비엔나 자작위를 갖고 있었다. 938년에 외드는 자신의 아버지와 달리 서프랑크의 왕 루이 4세 투르트메르에게 충성을 맹약했다. 938년 그는 자신의 아버지 헤르베르트 2세와 다투었고, 국왕 루이 4세에게 협력하고 라온을 받았다. 같은 해에 그는 도성 수비대장에 임명되었다.
941년을 전후해서 외드는 아미앵 일대를 점령하였다. 941년 그는 아미앵 백작에 임명되었다. 943년 2월 아버지 헤르베르트 2세가 루이 4세에 의해 반역죄로 투옥, 생 캉탱에서 처형당했을 때 그는 아버지의 유산을 받지 못한 것으로 추정된다. 943년 2월 6일부터는 햄의 영주(seigneur de Ham)였다. 그러나 944년 그는 도성 수비대장에서 해임되었고, 왕실 군대에 의해 아미앵에서 추방당했다. 946년 6월 19일 이후 그의 이름은 문서에 나타나지 않고, 연대기에도 인용되지 않는다.

## 가족 관계
- 할아버지 : 헤르베르투스 1세
- 할머니 : 이름 미상
  - 고모이자 외조모 : 베아트릭스 드 베르망두아
  - 고모부이자 외조부 : 로베르 1세
    - 고종사촌매부이자 이모부 : 라울
    - 고종사촌이자 외숙부 : 위그 르 그랑, 위그 카페의 아버지
- 아버지 : 헤르베르트 2세(Herbert II, 880년 - 943년 2월 23일)
- 어머니 : 아델라 드 서프랑크(Adele of Wsetfranks), 로베르 1세의 딸이자 그의 고모 베아트릭스의 딸
  - 형제 : 아달베르트 1세
  - 누이 : 아델라 드 베르망두아
  - 형제 : 헤르베르트 3세
  - 형제 : 로베르 1세
  - 누이 : 리우트가르트(Luitgarde de Vermandois, 914년 - 978년 2월 9일)
  - 매부 : 윌리엄 1세 롱스워드(William I de Normandy), 그의 종조부 피핀 3세의 딸 발루아의 포파의 아들, 자녀 없음
  - 매부 : 블루아의 테오도발트 1세(Theobald I de Blois), 리우트가르트의 두번째 남편

## 참고 자료
- Christian Settipani, La Préhistoire des Capétiens (Nouvelle histoire généalogique de l'auguste maison de France, vol. 1), Villeneuve d'Ascq, éd. Patrick van Kerrebrouck, 1993, 545 p. (ISBN 978-2-95015-093-6)
- René Poupardin, I regni carolingi (840-918), in «Storia del mondo medievale», vol. II, 1999, pp. 583–635
- Louis Halphen, Francia: gli ultimi Carolingi e l'ascesa di Ugo Capeto (888-987), in «Storia del mondo medievale», vol. II, 1999, pp. 636–661
- Patrick Van Kerrebrouck, Nouvelle histoire généalogique de l'auguste maison de France, vol. 1 : La Préhistoire des Capétiens (par Christian Settipani), 1993

| 전임 벡상의 라울 2세 | 아미앵 백작 941년 - 944년 | 후임 몬트리올의 헤루인 |

|  | 비엔나 자작 926년/928년 - 931년 | 후임 카롤루스 콘스탄티노스 |

| 전임 헤르베르트 2세 | 햄의 영주 941년 - 946년 |  |